# JR九州リテール
JR九州リテール株式会社（ジェイアールきゅうしゅうリテール）は、九州旅客鉄道（JR九州）の物販部門を担当する子会社である。
コンビニエンスストア「ファミリーマート」のエリアフランチャイズ事業および駅売店「キヨスク」事業を柱とする。

## 沿革
- 1987年（昭和62年）
  - 2月11日 - 二日市駅に生活列車1号店開店[1]（後にam/pmを経てファミリーマートへ転換）。日本国有鉄道で初めてのコンビニエンスストアだった[1]。
  - 6月 - JR九州と鉄道弘済会の合弁で、九州エリアのキヨスク運営を担当する会社として「九州キヨスク株式会社」設立[2]。
- 1996年（平成8年）2月1日 - JR九州の物販部門を分社化し、同社の完全子会社「ジェイアール九州リーテイル株式会社」として設立[3]。
- 1999年（平成11年）
  - 2月 - エーエム・ピーエム・ジャパンとエリアフランチャイズ契約締結。
  - 6月29日 - am/pm九州1号店（博多駅 店）開店。博多駅付近を襲った水害によりこの日は営業開始から5時間で営業を終了している。
- 2005年（平成17年）7月1日 - 九州キヨスク株式会社と合併し、商号をJR九州リテール株式会社に変更[3]。
- 2006年（平成18年）4月 - 福岡市交通局の地下鉄駅構内の売店「fショップ」の運営を受託[4]。
- 2009年（平成21年）10月23日 - 株式会社ユニクロとの業務提携の第1号店として、博多デイトス内に九州初の駅型小型店「ユニクロ博多デイトス店」を開店[5]。
- 2010年（平成22年）
  - 6月4日 - 九州地区の「am/pm」および「生活列車」店舗を2011年までに[要出典]ファミリーマートへ転換、新規出店もファミリーマートとして行うことで、株式会社ファミリーマートと基本合意を締結[6]。
  - 7月9日 - ファミリーマートとの基本合意に基づき、同社と共同エリア・フランチャイズ契約を締結[7]。
- 2011年（平成23年）7月25日 - 本社および博多支店を現在地（福岡県福岡市博多区博多駅東1丁目1番14号）に移転[8]。
- 2017年（平成29年）2月22日 - 「兄弟会社」JR九州ドラッグイレブンとの共同運営店舗として同社北方店（北九州市小倉南区）をリニューアルオープン[注釈 1]。
- 2020年（令和2年）11月20日 - 当社がフランチャイズ運営する、東急ハンズ（現・ハンズ）宮崎店をアミュプラザみやざき内に開店[9]。
- 2021年（令和3年）9月1日 - コンビニエンス事業が東京へ初進出。「ファミマ虎ノ門ヒルズ店」運営開始[10]。

## 経営機構

### 経営陣
代表取締役1名のもと、以下の役員を置いている。
- 代表取締役社長1名
- 専務取締役1名
- 常務取締役2名
- 取締役7名（うち非常勤の1名はJR九州の代表取締役専務を兼務[12]）
- 監査役1名

### 組織
事業部門では事業本部と事業部をそれぞれ2つ設置しており、そのほか管理部門として3部を設置している。
- コンビニエンス事業本部
- 専門店事業本部
- ファッション・コスメ事業部
- 自販機事業部
- 経営企画部
- 店舗開発部
- 総務部
- 経理部

### 事業拠点
5支店を設置している。各支店連絡先等の詳細は「『会社概要』10ページ」を参照。
- 本社（福岡県福岡市博多区博多駅東1丁目1番14号）
  - 支店 - 長崎支店、大分支店、熊本支店、鹿児島支店

## 事業概要
JR九州リテールでは、以下の事業を主な事業内容としている。
コンビニエンス事業
コンビニエンス事業としては、コンビニエンスストア「ファミリーマート」の共同エリアフランチャイザーとして、九州地方におけるエリアフランチャイズを行っているが、宮崎県および鹿児島県についてはJR九州の鉄道駅構内に所在する店舗と後述のドラッグイレブンとの合同運営店舗のみを同県全店舗の共同エリアフランチャイジーである南九州ファミリーマートとの契約・委託運営店舗という形に変えて担当している。JR九州リテールが運営するファミリーマートの店舗では、南九州ファミリーマートとの契約店舗などの一部店舗を除き、看板の店舗名表示の左側に当社のシンボルマークを掲示している（画像参照）。
かつては「am/pm」の九州地区におけるエリアフランチャイズ事業、および独自のコンビニエンスストアブランドである「生活列車」の運営も手がけたが、ファミリーマートとの基本合意に基づき両ブランドとも「ファミリーマート」へ転換した。
専門店事業
専門店事業としては、以下の売店やスーパーマーケットの運営を行っている。
- キヨスク - 大部分の店舗が閉店ないしファミリーマートへの展開が進み、現存する店舗は非常に少ない
- ミニコンビ - キヨスクとコンビニエンスストアの中間業態の売店。その殆どが閉店ないしファミリーマートへと転換され、羽犬塚駅と下曽根駅の2箇所を残すのみ。
- Kpit - JR九州の鉄道駅構内待合施設と同一のフロアに入居する、従来のキヨスクとコンビニエンスストアの両方の機能を併せ持つ売店。全店舗が閉店ないしファミリーマートへと転換され、現存しないと思われる。
- fショップ - 福岡市地下鉄空港線の博多駅、天神駅構内にあるキヨスクと同一業態の売店。何れもファミリーマートに転換され、現存しない。
- 博多座「雅」 - 博多座にある劇場売店。
- 博多小径 - アミュプラザ博多内にある九州の食材を使用した弁当や土産品を扱う売店。
- 銘品蔵 - 主要駅のお土産売り場としての性格を兼ねている。ブランド名の前に駅名が付くことになるが、福岡空港国内線ターミナルの制限エリアに出店するものは「九州銘品蔵」鹿児島中央駅構内に出店するものは、「鹿児島銘品蔵」である。ファミリーマートとのダブルブランド店舗もそれなりに存在するが、その場合は駅名が付かない。
- マリンキヨスク - ベイサイドプレイス博多埠頭内にあるキヨスクと同一業態の売店。ファミリーマートに転換済み。
- FamilyMart + ドラッグイレブン - ツルハホールディングスの子会社であるドラッグイレブンとの共同運営店舗。その頃のドラッグイレブンは「JR九州ドラッグイレブン」の社名で、JR九州グループであることから展開が始まった。24時間営業だが、医薬品販売可能時間帯は9時から23時まで。医薬品と同じツルハグループマーチャンダイジングから仕入れる医薬部外品はいつでも購入可能。

ファッション・コスメ事業
ファッション・コスメ事業としては、雑貨や化粧品等を扱う「メリーメイズ」、化粧品専門店の「ラ・クラース」の運営のほか、ユニクロと業務提携し駅立地における「ユニクロ」の運営を行っている。
自販機事業
自販機事業としては、JR九州・福岡市地下鉄・肥薩おれんじ鉄道の駅構内等で自動販売機の運営を行っている。
ハンズ事業
- 生活雑貨などを扱う店舗「ハンズ」をフランチャイズ運営している。2020年11月20日にハンズ宮崎店（アミュプラザみやざき内）、2021年4月23日にハンズ ビー アミュプラザくまもと店を開店している。

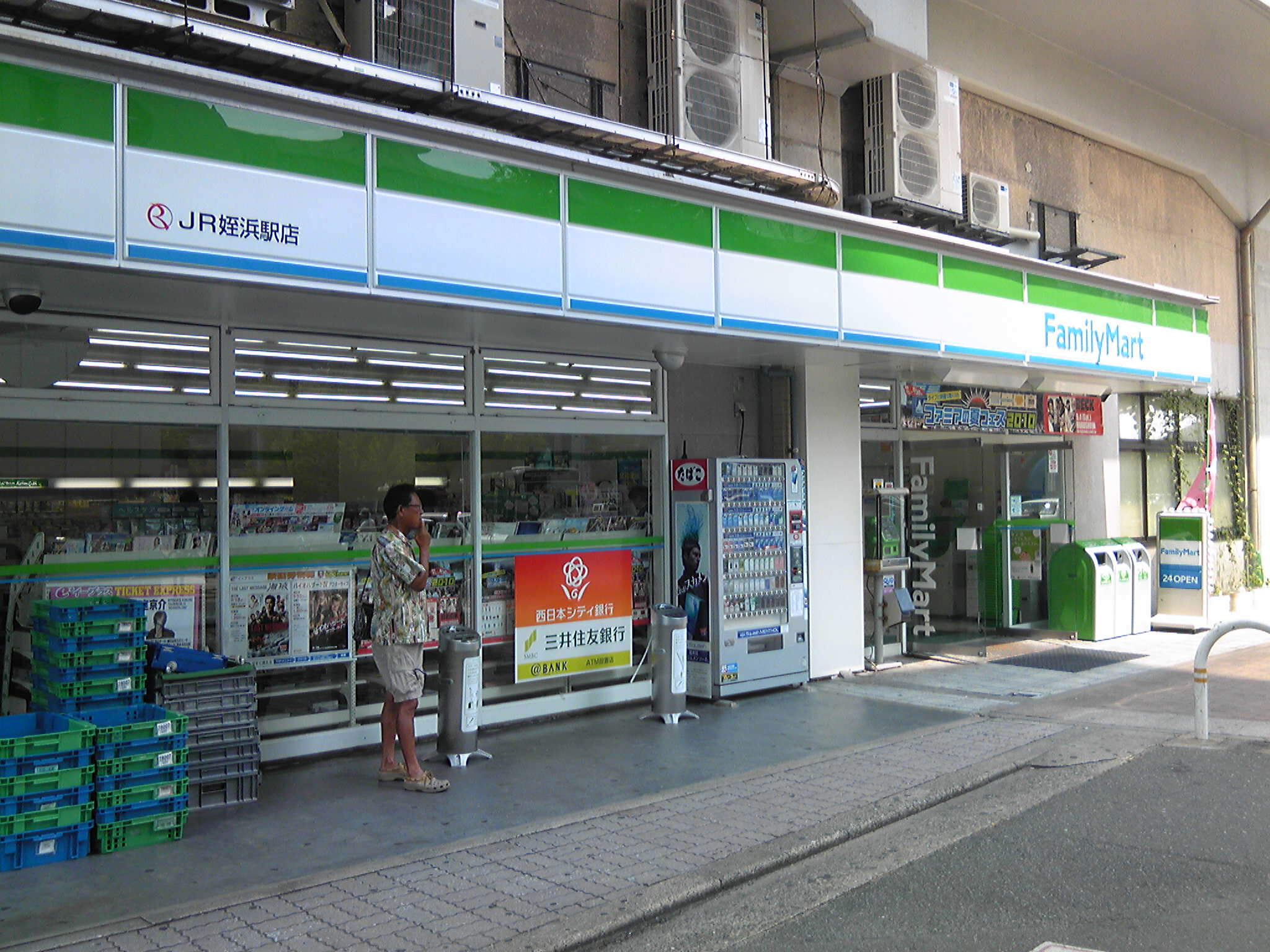
ファミリーマートJR姪浜駅店 （福岡市西区）
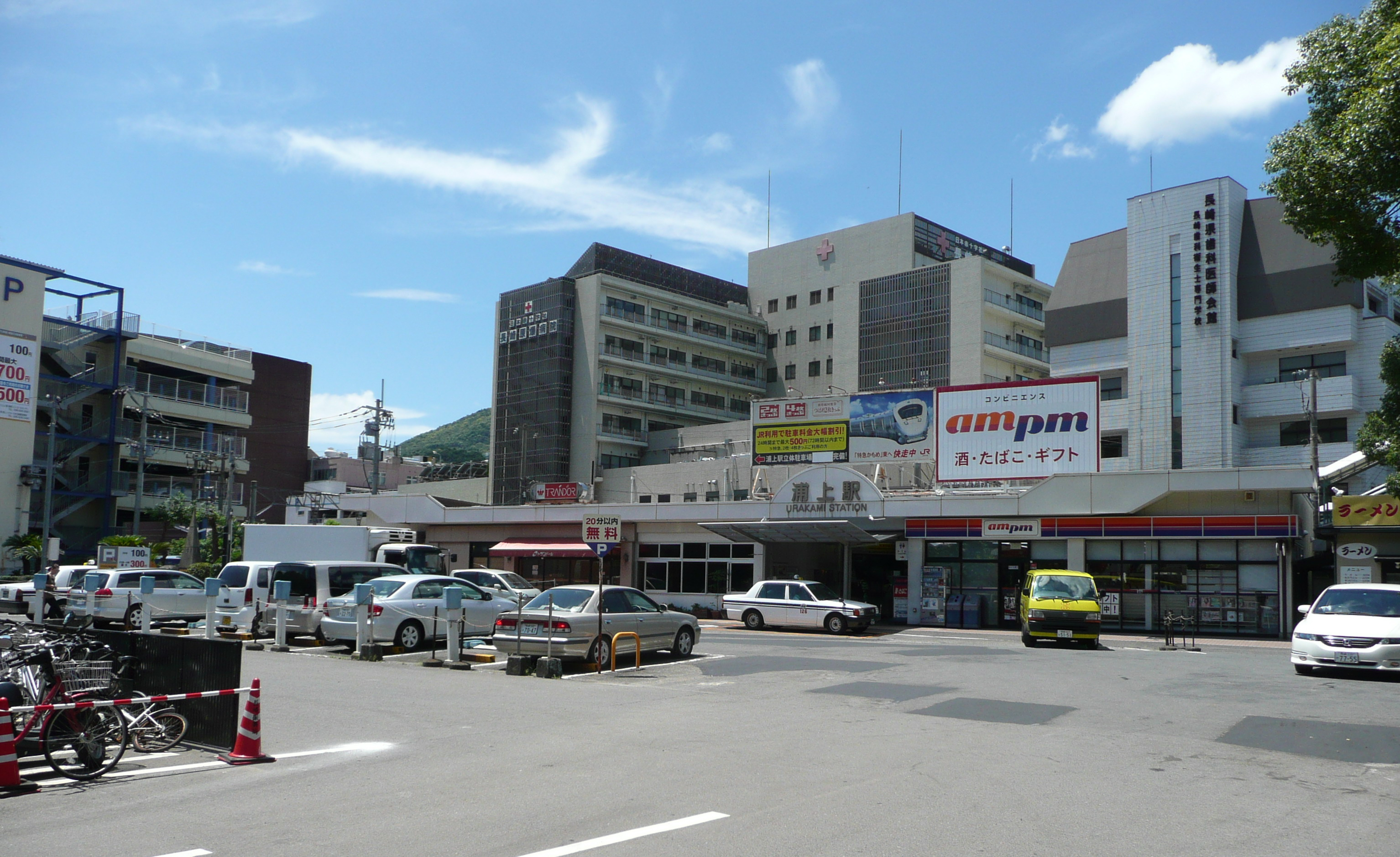
am/pmJR浦上駅店 （長崎県長崎市） 現在はファミリーマートに転換
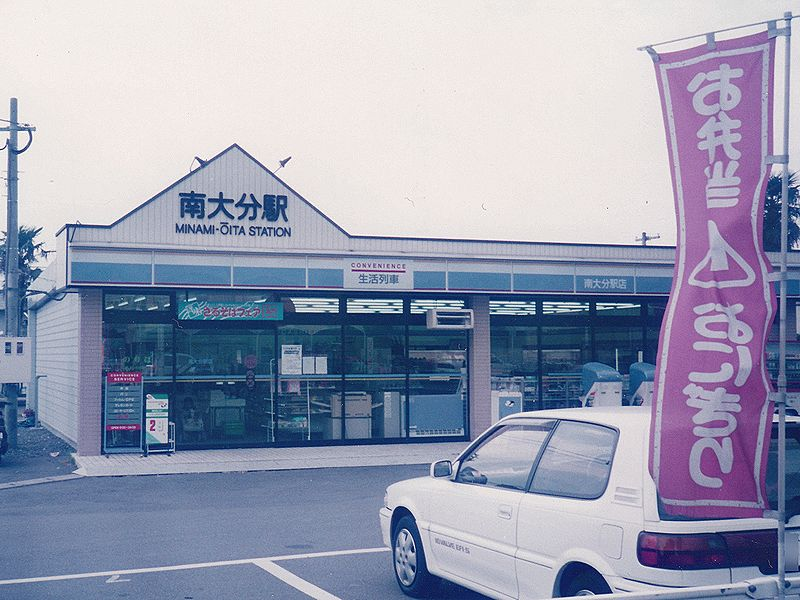
生活列車南大分駅店 （大分県大分市・閉店済）
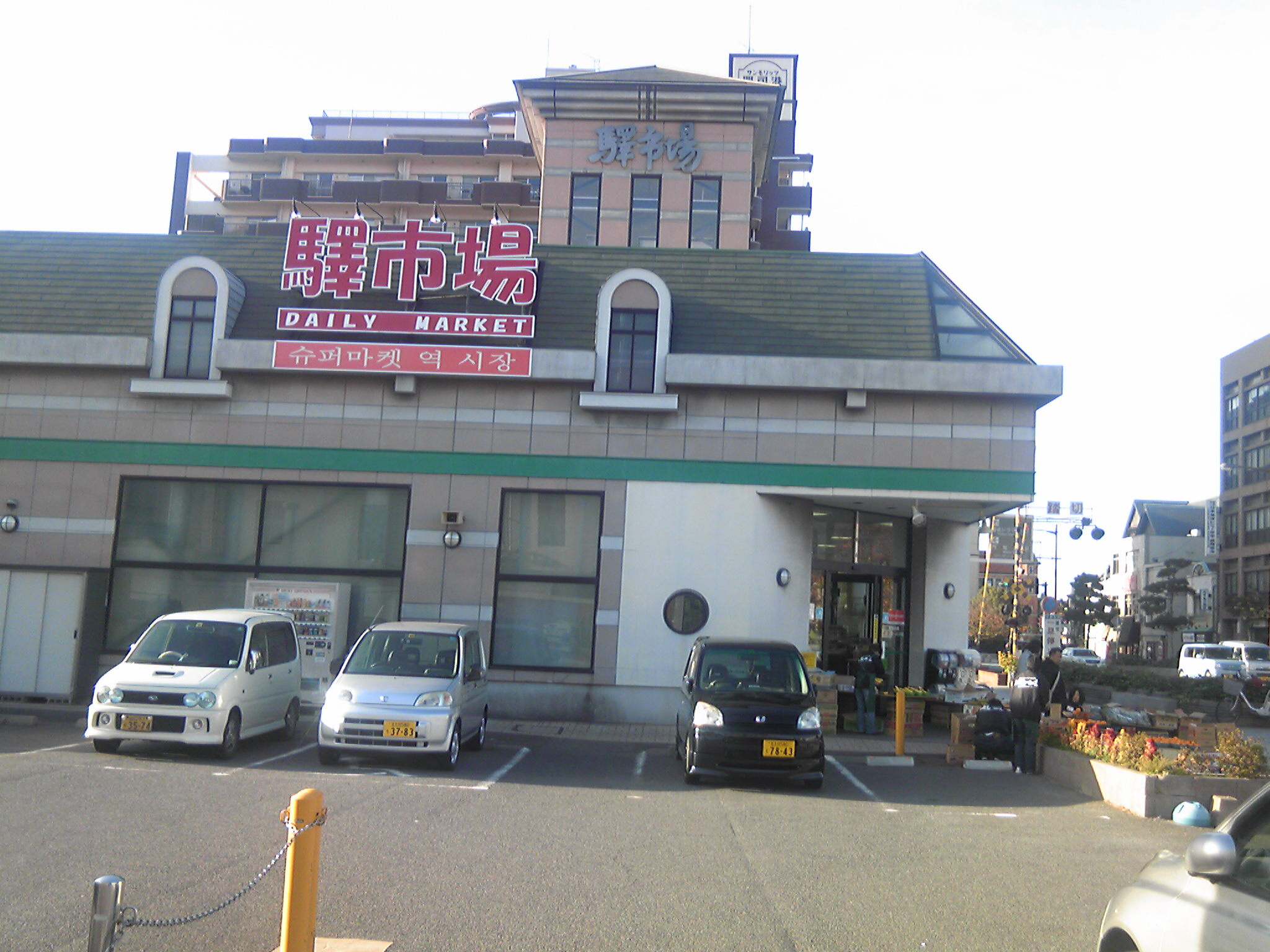
スーパーマーケット「驛市場」 （北九州市門司区・門司港駅そば閉店済）